# النظام الإداري للمناطق القبلية الخاضعة للإدارة الاتحادية
النظام الإداري للمناطق القبلية الخاضعة للإدارة الاتحادية هو النظام الذي كان يتم بموجبه حكم المناطق القبلية الخاضعة للإدارة الاتحادية شبه المستقلة.

## الوضع الدستوري التاريخي للمناطق القبلية
قبل التعديل الخامس والعشرين لدستور باكستان، كانت المناطق القبلية الخاضعة للإدارة الاتحادية هي إقليم خاص لباكستان، وأدرجت ضمن أراضي باكستان في المادة الأولى. حُكمت المناطق القبلية في المقام الأول من خلال لائحة الجرائم الحدودية لعام 1901. كانت تدار مباشرة من قبل حاكم خيبر بختونخوا بصفته وكيلاً لرئيس باكستان، تحت الإشراف العام لوزارة الولايات والمناطق الحدودية في إسلام أباد.
لم يتم تطبيق القوانين التي وضعها البرلمان هناك، إلا بأمر من الرئيس، الذي تم تفويضه أيضًا لإصدار لوائح من أجل السلام والحكم الرشيد في المناطق القبلية.

## التمثيل في البرلمان
تم تمثيل سكان المناطق القبلية في البرلمان الباكستاني من خلال ممثليهم المنتخبين في كل من الجمعية الوطنية الباكستانية ومجلس الشيوخ الباكستاني. تضم المناطق القبلية 12 عضوا في الجمعية الوطنية و8 أعضاء في مجلس الشيوخ. لم يكن للمناطق أي تمثيل في المجلس الإقليمي لخيبر بختونخوا.

## أمانة للمناطق القبلية
تم اتخاذ القرارات المتعلقة بالتخطيط التنموي في المناطق القبلية وتنفيذها من قبل قسم المناطق القبلية الخاضعة للإدارة الفدرالية للتخطيط والتطوير في حكومة خيبر بختونخوا. أُنشئت أمانة المناطق القبلية الخاضعة للإدارة الفدرالية في عام 2002، برئاسة أمين المناطق القبلية. وبعد أربع سنوات، في عام 2006، تم إنشاء الأمانة المدنية للمناطق القبلية الخاضعة للإدارة الفدرالية لتتولى مهام صنع القرار.

### الإدارات
كانت الإدارات الست لأمانة المناطق القبلية الخاضعة للإدارة الاتحادية المنحلة على النحو التالي:
1. إدارة البنية التحتية والتنسيق [5]
2. إدارة المالية [6]
3. إدارة القانون والنظام [7]
4. إدارة التخطيط والتنمية [8]
5. إدارة الإنتاج وتنمية سبل العيش [9]
6. إدارة القطاعات الاجتماعية [10]

### المديريات
بالإضافة إلى المديريات التالية:
- مديرية الصحة
- مديرية التعليم
- مديرية الغابات
- مديرية مصايد الأسماك
- مديرية الري
- مديرية تنمية الثروة الحيوانية والألبان
- مديرية المعادن والتعليم الفني
- مديرية الزراعة
- مديرية الرياضة
- مديرية الرعاية الاجتماعية
- مديرية الطرق وتطوير البنية التحتية الأخرى

## الوكلاء السياسيون
كانت كل وكالة في المناطق القبلية تُدار من قبل وكيل سياسي، يساعده عدد من الوكلاء السياسيين المساعدين.[11]

## النظام القضائي
تم الفصل في جميع القضايا المدنية والجنائية في المناطق القبلية بموجب لائحة الجرائم الحدودية لعام 1901 من قبل جركة. ومع ذلك، كان لسكان المناطق القبلية الحق في التوجه إلى محكمة المناطق القبلية للطعن في قرار صدر بموجب لائحة 1901.

## الاندماج مع خيبر بختونخوا
تم دمج المناطق القبلية الخاضعة للإدارة الاتحادية في مقاطعة خيبر بختونخوا من قبل التعديل الخامس والعشرون لدستور باكستان الذي تمت الموافقة عليه في عام 2018. بموجب التعديل الخامس والعشرين، دخلت التغييرات حيز التنفيذ:
- أُجريت انتخابات حكومة المحافظات القائمة على الحزب لأول مرة في المناطق القبلية الخاضعة للإدارة الاتحادية السابقة في يوليو 2019.
- تم تمديد اختصاص المحكمة العليا في باكستان ومحكمة بيشاور العليا إلى المناطق القبلية الخاضعة للإدارة الاتحادية السابقة.
- انتخبت المناطق القبلية الخاضعة للإدارة الاتحادية السابقة ممثليها في جمعية خيبر بختونخوا.